# Sehnsucht (album Schillera)
Sehnsucht – album studyjny zespołu Schiller, wydany 22 lutego 2008 roku przez Universal Music. Wydawnictwo zawiera dwie płyty CD (31 utworów) oraz jedną płytę DVD z materiałami video (w wersji Super Deluxe). Album został także wydany w wersji na 2 płytach winylowych. Tradycyjnie już Christopher von Deylen zaprosił do swojego projektu wielu artystów, między innymi: Klausa Schulze’a, Xaviera Naidoo, Despine Vandi, September, Isis Gee, Annę Marię Muehe, Bena Beckera.

## Lista utworów (Super Deluxe Edition)

### CD 1
1. "Willkommen" – 1:08
2. "Herzschlag" – 4:09
3. "Denn Wer Liebt" (gościnnie Anna Maria Muehe) – 3:56
4. "Sehnsucht" (gościnnie Xavier Naidoo) – 3:57
5. "Wehmut" – 4:03
6. "Black" (gościnnie Jette von Roth) – 4:59
7. "Mitternacht" – 4:15
8. "Let Me Love You" (gościnnie Kim Sanders) – 6:24
9. "Nacht" (gościnnie Ben Becker) – 2:18
10. "Fate" (gościnnie Isis Gee) – 3:56
11. "Porque Te Vas" (gościnnie Ana Torroja) – 4:34
12. "In Der Weite" (gościnnie Anna Maria Muehe) – 5:11
13. "Sommernacht" – 4:39
14. "Everything" (gościnnie Helen Boulding) – 4:09
15. "Lichter" – 4:43
16. "Ile Aye" (gościnnie Stephenie Coker) – 4:13
17. "Once Upon a Time" – 2:39

### CD 2
1. "Der Kuss" (gościnnie Anna Maria Muehe) – 1:45
2. "Wunschtraum" – 4:32
3. "Tired" (gościnnie Jaël) – 4:45
4. "Lichtung" – 6:03
5. "Breathe" (gościnnie September) – 4:12
6. "Zenit" (gościnnie Klaus Schulze) – 12:48
7. "In The Dark" (gościnnie Jette von Roth) – 5:11
8. "Tagtraum" – 4:47
9. "Destiny" ("The View of Life", gościnnie Despina Vandi) – 4:13
10. "White" – 2:01
11. "Lonely" (gościnnie Damae) – 3:46
12. "Sehnsucht" (reprise) -3:52
13. "Vor Der Zeit" (gościnnie Ben Becker) – 3:06
14. "Forever" (gościnnie Kim Sanders) – 5:36

### DVD
- Teledyski

1. "Denn Wer Liebt" – 4:44
2. "Herzschlag" (wersja wideo) – 4:43
3. "Wunschtraum" – 4:33
4. "Let Me Love You" (wersja wideo) – 5:07
5. "Everything" – 4:01
6. "Mitternacht" – 4:19
7. "Sommernacht" – 4:40
8. "In Der Weite" – 5:39
9. "Wehmut" – 4:32
10. "Forever" – 5:00

- Berlin-Calcutta

1. "Teil 01" – 5:40
2. "Teil 02" – 2:10
3. "Teil 03" – 4:30

- Schiller i Klaus Schulze

1. "Zenit" – 32:43

- Interview

1. Gestern Und Heute – 5:05
2. Photos – 4:16

- Live in Kiew

1. "Schiller" – 6:15
2. "I Saved You" – 5:35
3. "Irrlicht" – 5:56
4. "Nachtflug" – 6:53

## Lista utworów (wydanie 2 x Vinyl, LP)
- A1

1. "Willkommen" – 1:06
2. "Wunschtraum" – 4:36
3. "Let Me Love You" (gościnnie Kim Sanders) – 6:34
4. "Senn Wer Liebt" (gościnnie Anna Maria Muehe) – 4:00
5. "Sehnsucht"  (gościnnie Xavier Naidoo) – 3:58
6. "Wehmut" – 4:18

- B1

1. "In The Dark" (gościnnie Jette von Roth) – 5:00
2. "Vor Der Zeit" (gościnnie Ben Becker) – 3:19
3. "Tired" (gościnnie Jael) – 4:46
4. "Herzschlag" – 4:41
5. "Porque Te Vas" (gościnnie Ana Torroja) – 4:30

- A2

1. "Everything" (gościnnie Helen Boulding) – 4:01
2. "Zenit" (gościnnie Klaus Schulze) – 8:24
3. "In Der Weite" (gościnnie Anna Maria Muehe) – 5:15
4. "Sommernacht" – 4:54

- B2

1. "Destiny" (gościnnie Despina Vandi) – 4:18
2. "Heaven" (gościnnie Bernstein) – 3:54
3. "Mitternacht" – 4:15
4. "Tired Of Being Alone" (gościnnie Tarja Turunen, wersja 7”) – 4:10
5. "Fate" (gościnnie Isis Gee) – 4:29